# Ихлер, Фредерик
Фредерик Даль Ихлер (дат. Frederik Dahl Ihler; род. 25 июня 2003, Орхус) — датский футболист, нападающий шведской «Ландскруна».

## Клубная карьера
Является воспитанником «ВСК Орхус», откуда в 14-летнем возрасте перешёл в основную команду города «Орхус». 9 июля 2020 года в игре последнего тура с «Ольборгом» дебютировал в чемпионате Дании, появившись на поле в середине второго тайма. В январе 2022 года подписал с клубом первый профессиональный контракт, рассчитанный на три года.
В июле 2022 года на правах аренды до конца года перешёл в исландский «Валюр». В местном чемпионате принял участие всего в трёх матчах, после чего соглашение об аренде было расторгнуто, и Ихлер вернулся в «Орхус». 25 августа того же года отправился в очередную аренду в клуб второго датского дивизиона «Скиве».
17 июля 2023 года перешёл в шведскую «Ландскруну», с которой заключил контракт на три с половиной года. Первую игру за новый клуб провёл 30 июля в Суперэттане против «Треллеборга».

## Карьера в сборной
Выступал за юношеские сборные Дании различных возрастов.